# Слова (община Дебър)
Слова (на албански: Sllovë или Sllova) е село в Албания, част от община Дебър, административна област Дебър.

## География
Селото е разположено в историко-географската област Долни Дебър по долината на Черни Дрин в западните склонове на Кораб.

## История
След Балканската война в 1913 година селото попада в новосъздадена Албания.
До 2015 година селото е част от община Слова.

## Личности
Родени в Слова
- Дали Ндреу (1912 – ?), албански военен
- Елез Исуфи (1861 – 1924), албански революционер
- Цен Елези (1884 – 1949), албански революционер

Починали в Слова
- Исмаил Стразимири (1868 – 1943), албански революционер и политик